# Nabelschnurpunktion
Die Nabelschnurpunktion oder Chordozentese ist ein Verfahren der Pränataldiagnostik, bei dem Blut aus der Nabelschnur eines Ungeborenen (englisch fetal blood sample, FBS) entnommen wird. Die Untersuchung ist etwa ab der 20. Schwangerschaftswoche möglich.
Eine Nabelschnurpunktion ist keine Routineuntersuchung und wird nur dann vorgenommen, wenn sie von der Schwangeren bzw. dem Elternpaar ausdrücklich gewünscht wird. Der behandelnde Arzt ist verpflichtet, die Schwangere vor der Untersuchung ausführlich zu beraten sowie die Vor- und Nachteile und die Risiken in verständlicher Art und Weise zu erörtern.
Wenn bei der Untersuchung eine Besonderheit festgestellt wird, sollten die werdenden Eltern nichts überstürzen, sondern sich aktuelle Informationen zu der entsprechenden Diagnose besorgen. Dazu können Gespräche mit betroffenen Eltern (z. B. im Rahmen von Selbsthilfegruppen), Fachärzten, Angestellten von (genetischen) Beratungsstellen usw. sehr hilfreich sein, sowie das Aufsuchen von Informationsseiten im Internet.

## Untersuchungsverfahren
Durch die Bauchdecke (= transabdominal) der Schwangeren wird unter Ultraschallkontrolle eine Nadel in die Nabelschnurvene des Ungeborenen eingeführt (Punktion), und es werden 1 bis 2 ml Blut entnommen.
Meist wird diese Untersuchung dann gemacht, wenn man etwas über die Zusammensetzung des Blutes des Ungeborenen erfahren möchte. Das ist insbesondere dann wichtig, wenn aufgrund von auffälligen Blutwerten der Mutter oder auffälligen Ultraschallbefunden der Verdacht besteht, dass das Ungeborene Blutarmut (Anämie) oder eine Infektion haben könnte.
Es können bei der Blutuntersuchung auch Tests z. B. zur Blutgruppen- und Antikörperbestimmung, zur Diagnose von Blutgruppenunverträglichkeit, Stoffwechselstörungen, Röteln und Toxoplasmose gemacht werden.
Wenn es in Einzelfällen besonders dringend erforderlich ist, kann eine Nabelschnurpunktion auch gemacht werden, um Zellmaterial für eine Chromosomenuntersuchung zu gewinnen. Die aus der Nabelschnur entnommenen Proben werden im Labor untersucht.
Das Ergebnis einer Chromosomenuntersuchung (oft auch durchgeführt zur Absicherung von Ergebnissen der Amniozentese, Chorionzottenbiopsie oder des FISH-Tests) bekommt man nach etwa einer Woche, die Ergebnisse der Blutuntersuchung auf Infektionen, Anämie usw. in der Regel schneller.
Wenn es um die Feststellung von Chromosomenbesonderheiten geht, gehört zum Beratungsgespräch, das der behandelnde Arzt mit der Schwangeren bzw. mit dem Elternpaar vor der Untersuchung führen muss, auch der ausdrückliche Hinweis darauf, dass es für chromosomale Besonderheiten beim Kind keine Therapie zur ursächlichen Heilung gibt, und somit im Falle eines positiven Untersuchungsbefundes letztlich nur die Annahme des Kindes mit seiner Besonderheit, die nachgeburtliche Freigabe des Kindes zur Adoption bzw. die nachgeburtliche Abgabe des Kindes in eine Pflegefamilie / ein Heim oder der Schwangerschaftsabbruch als Alternativen bestehen.
Wenn es nötig ist dem ungeborenen Kind Medikamente zu verabreichen, geschieht dies in aller Regel über die Nabelschnur.

## Anwendungsrisiken
Risiken, die die Untersuchung mit sich bringt, sollten von der Schwangeren bzw. von dem Elternpaar abgewogen werden, bevor sie einer Chordozentese zustimmen. Invasive Untersuchungen werden aufgrund der erhöhten Risiken in der Regel dann durchgeführt, wenn insbesondere das Fehlgeburtsrisiko infolge des Eingriffs niedriger ist als die statistisch zu erwartende Wahrscheinlichkeit des Vorliegens einer Chromosomenbesonderheit oder einer Erbkrankheit.
Es kann während bzw. nach dem Eingriff zu folgenden Ereignissen kommen:
- Fruchtwasserverlust
- Blutungen in der Gebärmutter
- Verletzungen der Gebärmutter
- Verletzungen des Mutterkuchens
- Infektionen
- Verletzungen des ungeborenen Kindes durch die Nadel (insbesondere, wenn sich das Kind viel und/oder unerwartet bewegt)
- Kontraktionen der Gebärmutter (oft bemerkbar als eine Art „Ziehen“ im Bauch, wobei dies in den meisten Fällen wieder nachlässt)
- Fehlgeburt
- Erhält der Embryo bei der Chordozentese eine Bluttransfusion, dann kann es zu einer Fehltransfusion in umliegendes Gewebe kommen (Nabelschnur-Tamponade). In diesem Fall muss das Kind wegen drohender Unterversorgung sofort per Kaiserschnitt entbunden werden (Notfall).

Nach dem Eingriff sollte sich die Schwangere eine Zeit lang konsequent schonen, da es prinzipiell auch noch Tage nach dem Eingriff möglich ist, dass es z. B. zum Fruchtwasserverlust kommt.

### Fehlgeburt
Die Zahlen zur Fehlgeburt nach einer Nabelschnurpunktion werden mit ungefähr 1 %, teilweise mit bis zu 7 % angegeben.
Hinsichtlich dieser sehr widersprüchlichen Zahlenangaben helfen auch die Zahlen der Amniozentese (Fruchtwasserentnahme) weiter. Dieser Eingriff ist sogar nachvollziehbar etwas weniger riskant und invasiv, da ja nicht noch zusätzlich ein Blutgefäß punktiert werden muss.
Dort lagen die Zahlen einerseits in zwei Studien bei 1 % bis 1,7 %. In einer anderen Studie, bei der 1.006 Amniozentesen retrospektiv ausgewertet wurden, lag die Fehlgeburtsrate bei einer Untersuchung in der 16. oder 17. Schwangerschaftswoche bei Frauen im Alter von 20 bis 34 Jahren bei 2,5 %, stieg in der Altersgruppe der Frauen von 35 bis 39 Jahren auf 3,4 % bis hin zu 5,1 % bei Frauen ab 40 Jahre. Neben dem Alter waren vaginale Blutungen während der Schwangerschaft ein wichtiger Risikofaktor, der eine Erhöhung der Fehlgeburtsinzidenz auf 6,5 % bedingte (= 2,4-fach erhöhtes Risiko); Frauen mit einer spontanen Fehlgeburt in früheren Schwangerschaftsstadien oder einem Schwangerschaftsabbruch hatten eine Inzidenz von 8 % (= 3-fach erhöhtes Risiko).
In einer weiteren Studie lag die Komplikationsrate (Fehlgeburt, Intrauteriner Fruchttod) innerhalb von 14 Tagen nach einer Amniozentese bei 1,5 % bei Ausbildungsassistenten und bei 0,6 % bei Fachärzten.

### Antikörperbildung bei Rhesus-Inkompatibilität
Da bei der Punktion der Nabelschnur im Regelfall geringe Mengen Blut des Kindes in das mütterliche Fruchtwasser gelangen, deren Fruchtblase und Uterus bei dem Eingriff ebenfalls verletzt werden, kann es dadurch zur Einbringung kindlichen Blutes in den mütterlichen Blutkreislauf kommen. Bei vorliegender Blutgruppenunverträglichkeit (Rhesus-Inkompatibilität) gegen das Rhesusfaktor-Antigen „D“, d. h. zwischen Rh-negativer (Rh−, rh, Genotyp dd) Mutter und Rh-positivem (Rh+, Rh, Genotyp Dd, dD, DD) Kind, wäre eine Antikörperbildung der Mutter (genannt „Anti-D“) auf das kindliche Blut wahrscheinlich. Dieser Vorgang kann auch durch andere invasive Eingriffe am Kind bzw. bei Schwangerschaft im Uterus (z. B. induzierten Abort bzw. Schwangerschaftsabbrüche; Amniozentese; Chorionzottenbiopsie) eingeleitet werden. „Anti-D“ ist ein irregulärer erythrozytärer Antikörper, den Rhesus-negative Menschen bilden können, wenn sie durch Rhesus-positive Erythrozyten immunisiert werden. Auch das gegen diesen Vorgang und seine Folgen am Kind (s. Rhesus-Inkompatibilität#Pathogenese) üblicherweise prophylaktisch verabreichte Medikament („Anti-D-Prophylaxe“, etwa mittels RHOPHYLAC von CSL Behring und RHESONATIV von Octapharma) wird so bezeichnet.